# Agence mongole de normalisation et de métrologie
Pour les articles homonymes, voir MASM.
L'Agence mongole de normalisation et de métrologie (en mongol : Стандартчилал, хэмжил зүйн газар, trans. Standartchilal, khemjil züin gazar ; MASM, de l'anglais : Mongolian Agency for Standardization and Metrology) est l'organisme de normalisation public et officiel de État mongole.

## Histoire
L'agence mongole de normalisation et de métrologie est créé en 1953.
Cette autorité a notamment mis en place la norme MNS 5217:2012 pour la translittération du mongol cyrillique en caractères latin, proche de la norme ISO-9, elle supprime la majorité des signes diacritiques, à l'exception de l'umlaut sur ‹ ü › et ‹ ö ›.
En septembre 2010, les gouvernements canadien et mongols signent un accord qui implique un protocole d'entente entre le Conseil canadien des normes et la MASM visant à aligner leurs activités de normalisation. En 2012, la MASM devient membre de la Pacific Accreditation Cooperation pour une durée de quatre ans.
En novembre 2015, la MASM signe un accord de coopération avec l'Association française de normalisation (AFNOR) en vue d'accroître leur collaboration et définir les normes internationales. La MASM reçoit une certification de l'AFNOR et devient la première agence publique mongole à être certifiée ISO 9001.
En février 2016, la MASM implémente le système de gestion anti-corruption ISO 37001 en Mongolie. En juin 2016, l'agence mongole de normalisation et de métrologie signe un memorandum avec le Český metrologický institut (cs) visant à développer leur coopération, puis en octobre 2016, l'agence devient le premier Companion Standardization Body du comité européen de normalisation. Cette année-là, le nouveau gouvernement mongole demande à son agence de normalisation de supprimer l'aspect bureaucratique de ses services.

## Organisation
Le président est mis en place par le gouvernement mongol. Celui-ci doit faire ses rapports au bureau de député-Premier ministre. Il comporte un conseil de vingt-et-un membres, son plus haut organe, composé de représentants des ministères, d'organisations non-gouvernementales, d'académies de recherche et d'industriels.
Le directeur de l'agence est G. Gantumur.

## Affililations
- Membre de la Commission électrotechnique internationale[3]